# Ян Дамель
Ян Криштоф Дамель (пол. Jan Krzysztof Damel; (1780, Мітава — 30 серпня 1840, Мінськ) — художник початку ХІХ століття, представник мистецької школи Віленського університету. Залишив значний слід в мистецтві Білорусі та Литви.

## Біографія
Народився в Курляндському герцогстві в сім'ї купця. Дитинство та шкільні роки провів у Мітаві.
В 1797 році переїхав до Жемайтії і жив у Жигарах. Там протягом одного року був гувернером у міського писаря Бурневича. Звідти перебрався у Вільню на навчання. З 1799 року навчався живопису у Вільнюському університеті в Франциска Смуглевича і Яна Рустема. Після закінчення декількох курсів та здачі екзаменів отримав ступінь магістра вільних наук, а пізніше викладача гімназії.
В 1809 став майстром живопису та віце-професором. У альма-матер працював до 1820 року. Паралельно з навчанням та працею в університеті займався творчістю.
В лютому 1815 року Дамель опинився під слідством по збудженій справі проти Цейника, звинуваченого у підробці грошей. Був доставлений в Мінськ, де під вартою перебував принаймні до червня 1816 року.
Його становище було ускладнене і тим, що в університеті почалися переслідування професорів, які в 1812 році виступали на боці Наполеона. Спочатку Дамель також пов'язував надії на відновлення незалежності Литви з «імператором французів». Він залюбки долучився до оформлення урочистостей на честь Наполеона, які відбулися у Вільнюсі 15 серпня 1812 року.
У 1820 році 40-річний художник був відправлений у заслання в Сибір. До 1822 року Дамель проживав у Тобольську. В ті роки він побував в Іркутську, Томську, Єнісейську. У Сибіру розписував католицькі храми та малював сибірські пейзажі («Захід сонця в Тобольську»).
Невдовзі на творчість та веселу вдачу художника звернув увагу керівник Сибіру — генерал-губернатор граф Михайло Сперанський, який сприяв поверненню Дамеля на батьківщину. Після повернення із заслання Дамель аж до своєї смерті в 1840 році проживав у Мінську. Похований у склепі Кальварійського костелу на Кальварійському кладовищі в Мінську. Замість пам'ятника над його могилою була почіплена картина «Моління Збавителя», яку художник вважав своїм найкращим твором.

## Творчість
Ян Дамель писав переважно на історичні теми: «Смерть магістра хрестоносців Ульріха фон Юнгінгена в битві під Грюнвальдом», «Хрещення княгині Ольги», «Смерть князя Юзефа Понятовського», «Павло I визволяє Костюшка з в'язниці», «Розбиті війська Наполеона у Вільні», «Переправа французів через Березіну» (остання не закінчена), а також деякі інші полотна.
Відомі його твори і на релігійну тематику («Покладання в труну», «Христос і самаритянка»), портрети князя Домініка Радзивіла, графа Юхима Храптовича, краєзнавця та археолога графа Костянтина Тишкевича, мінського губернатора (1818—1831) Вінсента Яновича Гечевича, мінського губернського маршалка (1847—1853) Антона Ігнатовича Говата з жінкою Людвігою, Володковича з жінкою, ректора Віленського університету С. Малевського, католицького священика Ф. Галанського, М. Равича з сином, Михайла Спарянського, С. Струганова, Є. Кобилинського та інших, пейзажі Мінська та його околиць («Водяний млин», «Дерева під водою»), малюнки та замальовки на тему побуту народів Сибіру. Крім того Дамель, як і інші художники того часу, віддав данину альбомному малюнку.
Творчість художника формувалась під впливом класицизму, але в ряді його творів відчувається потяг до романтичного зображення дійсності. Портретним роботам Дамеля властива тонка психологічна характеристика.

## Пам'ять
Картини Дамеля займають почесне місце в музеях Литви та Польщі, його роботи є і в Білорусі. На честь художника 27 червня 2005 року Міністерство зв'язку та інформатизації Республіки Білорусь випустило художній конверт з оригінальною маркою «225 років з дня народження Яна Дамеля».